# باكس كريستي الدولية
باكس كريستي الدولية هي حركة سلام مسيحية كاثوليكية دولية. يعلن موقع باكس كريستي أن مهمتها هي «تحويل عالم يهزه العنف والإرهاب وتعميق التفاوتات وانعدام الأمن العالمي» 

## التاريخ

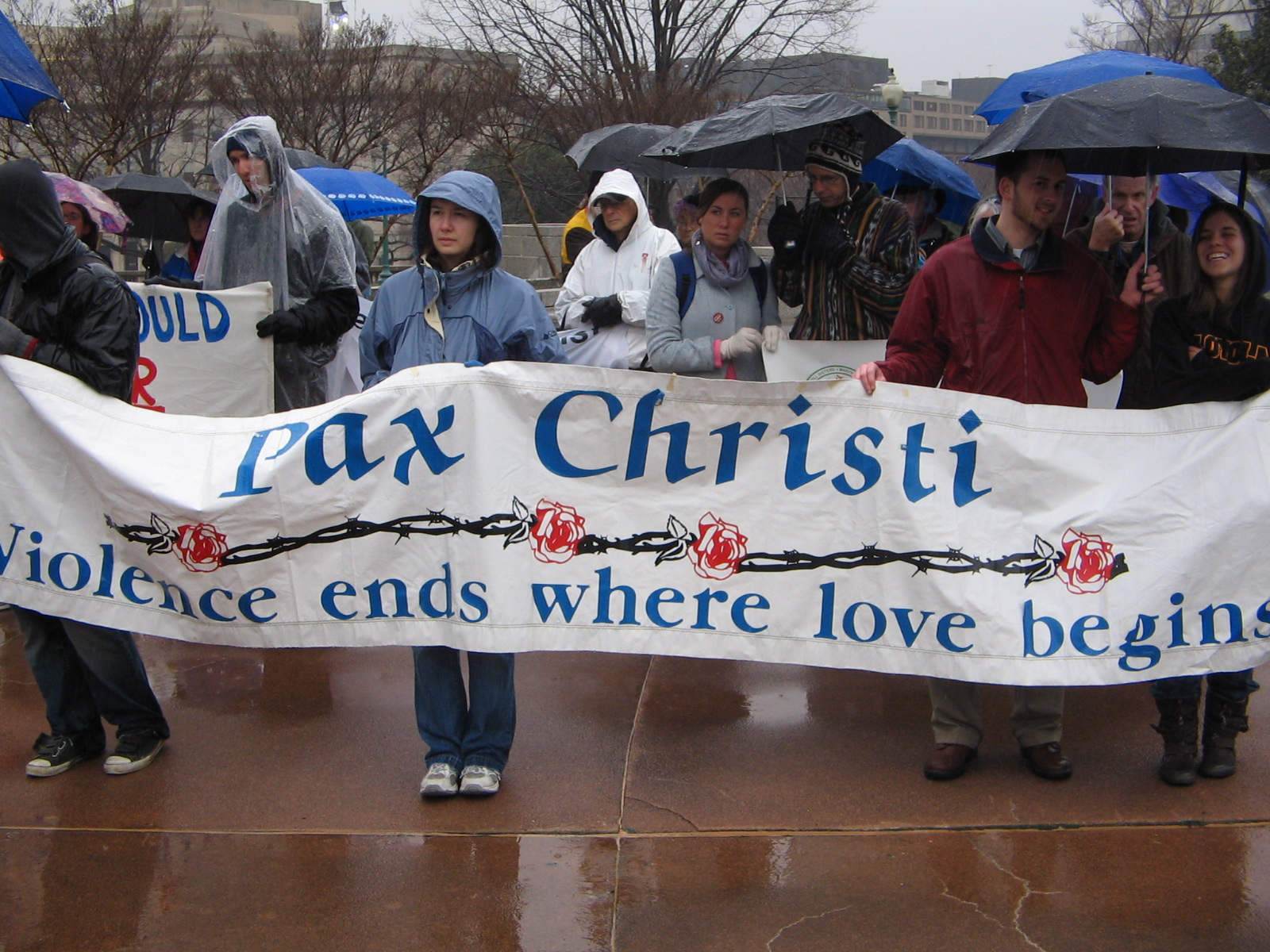
باكس كريستي تحتج على الغزو الأمريكي للعراق (واشنطن العاصمة، مارس 2008).

تأسست باكس كريستي في فرنسا عام 1945 بإلهام من مارثي دورتيل كلودو والأسقف بيير ماري تياس. كان كلاهما مواطنًا فرنسيًا مهتمًا بالمصالحة بين المواطنين الفرنسيين والألمان في أعقاب الحرب العالمية الثانية. كانت بعض الإجراءات الأولى لباكس كريستي هي تنظيم رحلات السلام وغيرها من الإجراءات التي تعزز المصالحة بين فرنسا وألمانيا. على الرغم من أن باكس كريستي بدأت في البداية كحركة للمصالحة الفرنسية الألمانية، إلا أنها وسعت تركيزها وانتشرت إلى دول أوروبية أخرى في الخمسينيات. نمت لتصبح «حملة صليبية للصلاة من أجل السلام بين جميع الأمم».
كما أن لها فروعًا في الولايات المتحدة. في الستينيات، انخرطت في ولاية ميسيسيبي في تنظيم المقاطعات الاقتصادية للشركات التي تميز ضد السود، في محاولة لدعم المتظاهرين في حركة الحقوق المدنية، الذين كانوا يحاولون إنهاء التمييز في المرافق والتوظيف. كانت نشطة في غرينوود، ميسيسيبي، من بين أماكن أخرى.
في عام 1983، مُنحت المنظمة جائزة اليونسكو لتعليم السلام.
تتكون عضوية شبكة باكس كريستي من 18 قسمًا وطنيًا و115 منظمة عضو تعمل في أكثر من 50 دولة.[بحاجة لمصدر]

## عمل السلام
تركز المنظمة على: حقوق الإنسان، والأمن البشري، ونزع السلاح، واللاعنف، ونزع السلاح النووي وعملية السلام المتجددة بين إسرائيل وفلسطين.
منذ عام 1988، تمنح المنظمة جائزة السلام الدولية باكس كريستي لمنظمات السلام ونشطاء السلام في جميع أنحاء العالم.

## تنظيم
تتكون باكس كريستي من أقسام وطنية للحركة والمنظمات التابعة والمنظمات الشريكة. تقع أمانتها الدولية في بروكسل. تتمتع باكس كريستي بمركز استشاري كمنظمة غير حكومية في الأمم المتحدة.

## الرؤساء الدوليون لباكس كريستي
- موريس فيلتين (1950-1965)
- برنارد ألفرينك (1965-1978)
- لويجي بتازي (1978-1985)
- فرانز كونيغ (1985-1990)
- غودفريد دانيلز (1990-1999)
- ميشيل صباح (1999-2007)

في عام 2007، تم إنشاء رئاسة مشتركة، أسقف وامرأة.
- لوران مونسينغو (2007-2010)
- ماري دينيس (2007-2019)
- كيفن داولينج (2010-2019)
- الأخت تيريسيا وامويو واشيرا (2019 إلى الوقت الحاضر)
- مارك ستينجر (2019 إلى الوقت الحاضر)

## روابط خارجية
- الموقع الرسمي
- قصص السلام باكس كريستي
- مبادرة اللاعنف الكاثوليكية